# Donje Zuniče
Donje Zuniče (serbisch-kyrillisch Доње Зуниче) ist ein Dorf in der Opština Knjaževac, Serbien, mit 374 Einwohnern laut Volkszählung 2011. Östlich des Ortes verläuft die Magistrale  35. Am Westrand des Dorfes gibt es einen Haltepunkt an der Bahnstrecke Crveni Krst–Prahovo Pristanište, an dem je zwei Mal täglich Regionalzüge nach Niš und Zaječar halten. Der Beli Timok verläuft westlich des Dorfes parallel zur Bahnstrecke.

## Belege
1. ↑  Република Србија, Републички завод за статистику: УПОРЕДНИ ПРЕГЛЕД БРОЈА СТАНОВНИКА: 1948, 1953, 1961, 1971, 1981, 1991, 2002. И 2011. Република Србија Републички завод за статистику, Belgrad 2014, ISBN 978-86-6161-109-4, S. 104 (serbisch, Online [PDF]).
2. ↑  Srbija Voz: 75 Niš-Zaječar-Parhovo Pristanište-Zaječar-Niš. Srbija Voz, 2022, abgerufen am 17. Dezember 2022 (serbokroatisch).